# 商品券
商品券（しょうひんけん）とは、券面に記載された一定金額の商品を提供してもらう権利のある有価証券。商品切手（しょうひんきって）とも呼ばれる。勘定科目の5要素では負債。逆に他店商品券は資産となる。

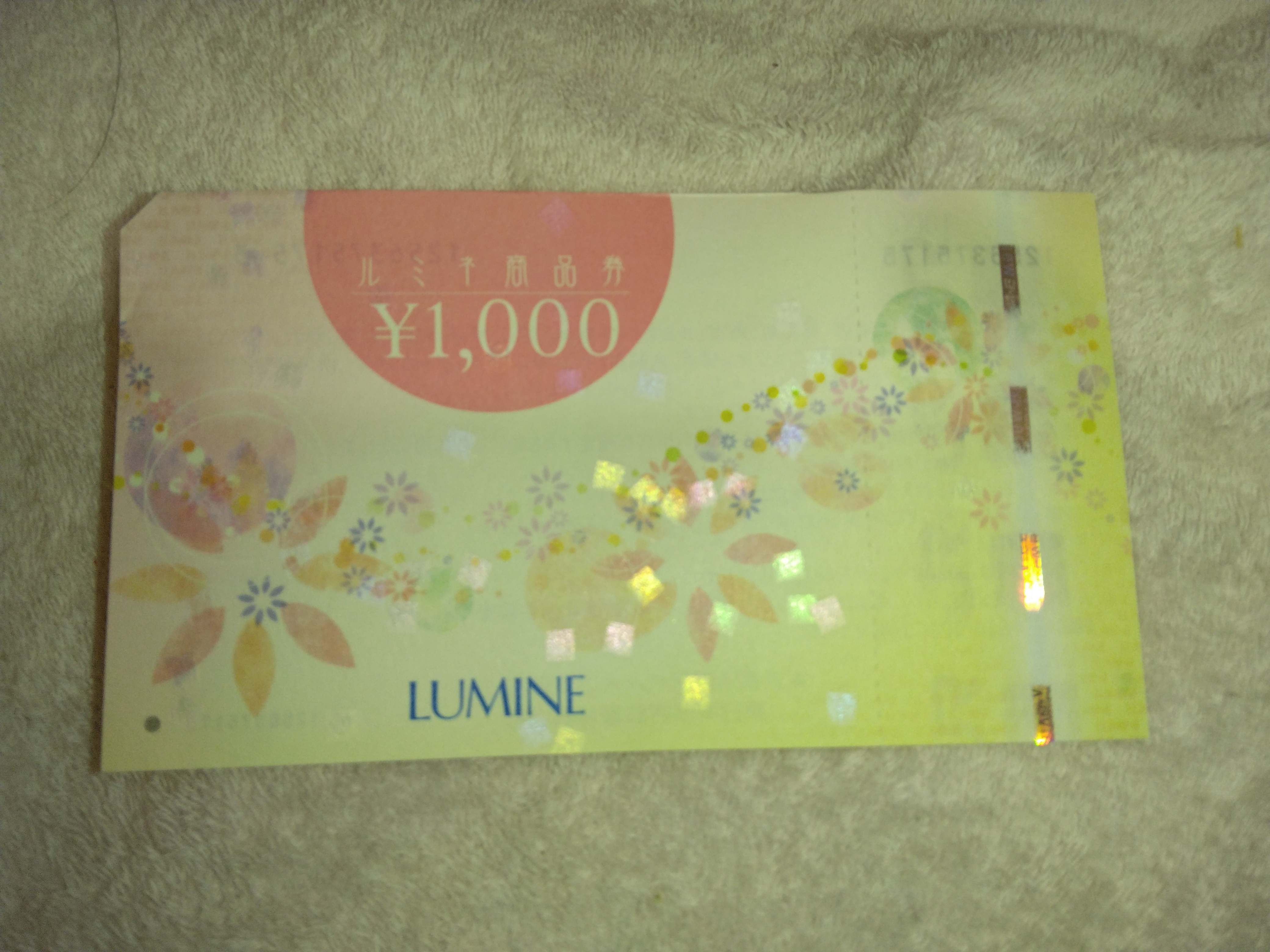
ルミネ商品券 1000円券

## 経済的機能
商品券（商品切手）とは、一定の商品についてその購買力を有する証券をいう。一般には特定の小売店、小売店の共同組合（商店街等）、商品券の発行会社などが、自店あるいは加盟店の販売の促進を目的として発行しており、ギフトなどの贈答用に用いられる。
商品券を受け取った側は、商品券を使用できる特定の小売店（発行元の小売店あるいは小売店グループや提携先企業、発行会社の加盟企業の各店舗）で、現金（通貨）と同様に利用できる。商品券は、貨幣に似た性質を持つが、いったん商品を買い取るとそれで消滅してしまい、再び世に出て流通することはない。プリペイドカードの場合も使用に応じて残額が減少する。商品券を使用した場合のおつりについては商品券の種類等により取り扱いが異なる。額面以上の差額（商品券額面が1000円のところ1300円分購入した場合、差額分を現金または商品券を追加）が出た場合は現金との併用が可能となる。更に1989年からは消費税が導入されているので、本体価格での引き換えは出来なくなり、必ず課税分を追加する必要が生じている。
また、商品券は貨幣とは異なり強制通用力はなく、一般の人々が当然にこれを授受する義務を負うものでもない。ただ、金券の一種として金券ショップなどで取引される。
商品券は一般には大量に発行する金券であるため、偽造防止の観点から小規模な商店街などで発行される場合にも地模様の入った商品券用紙が用いられることも多い。
なお、英語にはトークン（token）という単語があり、このトークンには商品券だけでなく代用貨幣や引換券などの意味も含まれる。代表的なものに本と引き換えができるイギリスのブックトークンがある。ただし、英語のトークン（token）は日本語の商品券のように紙片に限られず硬貨のような形状のものを含む。

## 日本の商品券
日本に於いて商品券は、資金決済に関する法律（平成21年法律第59号）に規定する「前払式支払手段」に当たる。
地域商品券として、自治体も入ってその地域の店舗でのみ使用可能なプレミアム分を付けた商品券が発売されることも多くなった。
プラスチック型のギフトカードが登場し、リチャージ可能なものもあり、また半永久的に使用可能なため、今後も市場拡大が予想される。一方で、法改正によって使用を停止した商品券も増えており（実例・文具券、音楽ギフトカードなど）、知らない間に通用しなくなり、また払い戻し期間を過ぎて無価値になる問題が発生している。→金券#法改正による利用停止の増加参照。

### 歴史
江戸時代における官・民の切手（商品切手）や手形としての利用は、蔵預かり切手、切手#切手の名称を参照のこと。
国税庁の税務情報センター（租税史料室）によると、正しくは商品券発祥の地は仙台であり、江戸中期（1651～1745）の仙台では冬至の時期になるとお世話になった人たちに感謝の気持ちを込めて豆腐を贈る習慣があったが、注文が殺到して豆腐屋の手が回らない事に加え、購入者も一度に贈られる豆腐をその日のうちに消費するというのも限界があるだろうと考えた、ある豆腐屋が代金を貰ったら豆腐は必要な時に交換できるように紙で約束ごとを書いておくとした御厄介豆腐切手が始まりであって、それが評判を呼んで他地域でも饅頭勝手や鰹節切手などとして好きな時に交換できるようになっていったものである。
また、国会図書館所蔵『仙台叢書 第18』の中には片倉景綱が主君伊達政宗の命を受け白石への移動途中で滞在した神宮寺村で倒れ、村人たちに「厄介をかける」と、酒と豆腐をふるまったとされる文面が(※後述掲載)確認でき、御厄介豆腐という言葉自体は江戸中期以前から既にあったもの考えられる。
当時の宮城では豆腐が魚の肴にもなるなど、広く庶民まで親しまれていたという事が窺い知れ、後の冬至に豆腐を贈るという風習に繋がったと言えよう。

「十月八日は片倉景綱、白石城並びに土地を賜りし日なり。其の時祝儀せんとて肴をものするに、海遠くしてむつかしければ、豆腐をさかなにて、景綱主従祝儀の酒をとりかわしたるとなり。さて此所のものには、兎角厄介になるとて、酒飲ませしより、厄介豆腐を酒の肴にていほふ（祝う）という。昔を忘れぬ風習、実に賞するにあまりあり。」
後に切手という呼び名が時代変遷の伴いに従い、図書カードやギフトカードなど名称も様々な形で拡がりを見せ現在に至っており、また全国的に知られている仙台初売りにも少なからず影響を齎しと思われ、事実、公正取引の対象外として仙台の初売り期間は江戸時代から続く商習慣であるという事で豪華なものを高額商品を景品として提供しても良いと国から認められている特例である事からも十分な根拠と成り得よう。 一方、全国経済の中心地であった大阪では、寛政5年（1793）に、高麗橋の菓子商虎屋が発行した饅頭切手が商品券の初見といわれてはいるが、このころから、煉羊羹切手、酒切手、寿し切手、蒲鉾切手、海魚切手など多様な商品券が、冠婚葬祭などの贈答用に多く用いられ、かつ通貨のように使用される場合が少なくなかったという。贈答用に多用されたことは、現在にも通ずるものがあるとしている。
1941年12月20日、日本百貨店組合は戦時の贈答廃止運動に協力する一環として、商品券の発売を停止する決定を行った。

### 主な商品券類
※基本的に金額が記載されている
- 個々の百貨店やスーパーマーケットが発行する商品券
- 全国百貨店共通商品券 （日本百貨店協会）
- 全国CGC加盟スーパー共通商品券（CGCグループ全国共通商品券 ）
- クレジットカード会社のギフト券（例：JCBギフトカード、VJAギフトカード）

#### 百貨店
- 三越券 - 三越商品券（三越）

千円券、壱万円券
- 伊勢丹商品券（伊勢丹）

千円券、壱万円券
- 高島屋商品券（髙島屋）

千円券、五千円券、壱万円券、二万円券（綴り）、三万円券（綴り）、五万円券（綴り）、十万円券（綴り）
- 松屋商品券（松屋）

### 業種系商品券
- 全国百貨店共通商品券
- こども商品券
- ジェフグルメカード
- おこめ券
- ビール券
- 清酒券
- 旅行券
- 花とみどりのギフト券
- 図書カード

以下は過去に存在した業種系商品券（店舗の名称は当時のもの）。
- 図書券（2005年に図書カードが取って代わったため発行停止、2011年1月時点では利用可能）
- レコード券・音楽ギフトカード
- 文具券
- ビール券601円券（京急百貨店ほかにて発売）
- 清酒2100円券
- JCB壱万円券
- JTBナイスショップ
- 日本マクドナルドギフトカード百円券
- nakasanショッピングボンド
- MARUMITUギフトカード
- 前三百貨店商品券
- 筑波京成商品券
- 春日部マツザカヤ商品券
- ニューナラヤ商品券
- 船橋そごう千円券3枚綴り
- 有楽町そごう買物クーポン
- プランタン商品券
- 三越五千円券
- 西武五百円券1枚綴り（鎌倉西武の営業当時）
- 西武三千円券
- 西武壱万円券
- ロフトギフトカード
- 京王三千円券
- 小田急レディスクラブ買物券千円内渡証
- 小田急OXギフトカード
- 小田急トラベル旅行券
- 東急観光商品券
- 横浜松屋商品券
- 諏訪丸光商品券・まるみつ商品券
- 丸光そごう商品券
- 松坂屋五百円券
- 丸栄五百円券
- 西武北陸二千円内渡証
- 大丸ショッピングボンド
- 天満屋五百円券
- いよてつそごう五千円券
- 博多井筒屋二千円内渡証
- 岩田屋「ギフト券」
- 都城大丸商品券